# Елізабет Копп (політик)
Анна Елізабет Копп-Ікле (нім. Anna Elisabeth Kopp-Iklé; 16 грудня 1936 року, Цюрих, Швейцарія — 7 квітня 2023) — швейцарська юристка, політик, перша жінка в уряді Швейцарії.

## Біографія
Елізабет Копп закінчила факультет права Цюрихського університету в 1960 році, отримавши диплом бакалавра. У 1969 році була обрана до муніципальної ради м. Цумікона, а з 1972 року працювала в кантональній раді з освіти м. Цюрих. З 1974 року, й до свого обрання у Федеральну раду в 1984 році, очолювала уряд Цумікона. Як членкиня Вільної демократичної партії працювала в Національній раді Швейцарії з 1979 по 1984 рік.
У жовтні 1984 року Елізабет Копп стала першою жінкою в історії Швейцарії, обраною до Федеральної ради (уряду). Вона очолила департамент юстиції і поліції. 7 грудня 1988 року обрана віцепрезидентом Швейцарії на 1989 рік, однак через два дні вибухнув скандал, внаслідок якого вона була змушена подати у відставку вже 12 січня. Копп була звинувачена в порушенні службової таємниці, коли, прочитавши доповідь про відмивання грошей компанією її чоловіка, повідомила йому про це. Їй порадили подати у відставку. Хоча згодом звинувачення проти Ганса Коппа були спростовані, її політична кар'єра закінчилася.
Після відставки Елізабет Копп займається адвокатською діяльністю.

## Родина

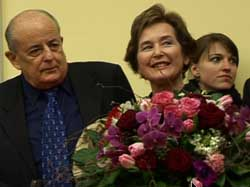
Е.Копп з чоловіком, 2007 рік

Елізабет Копп — дочка Макса Ікле (1903—1999), віцепрезидента Швейцарського національного банку і Беатрис Геберлін (1906—1988). Має двох сестер: Маріанну (нар. 1935) і Беатрікс (нар. 1944). 
Її прапрадід Фердинанд Адольф Нефф (1809—1899) був братом президента Швейцарії Вільгельма Матіаса Неффа (1802—1881).
Була одружена з адвокатом Гансом Коппом (1931—2009), має доньку Брігитту (нар. 1963) і трьох онучок.